# Adidas Teamgeist

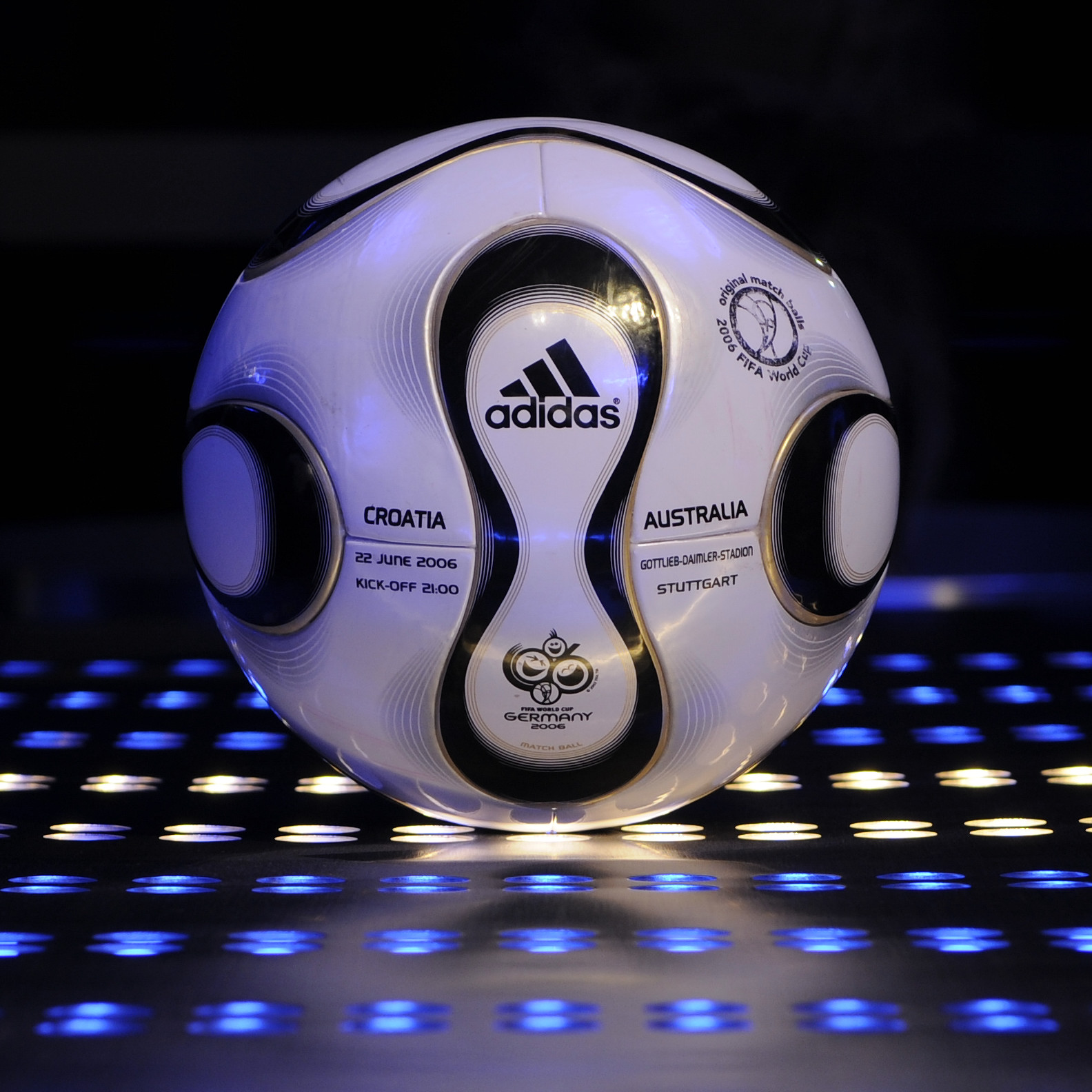
Мяч Adidas Teamgeist, использованный на матче Хорватия—Австралия

Adidas Teamgeist или +Teamgeist — официальный мяч чемпионата мира по футболу 2006 года, проходившего в Германии. В переводе с немецкого «Teamgeist» означает «командный дух»; в название плюс был добавлен в связи с тем, что само слово не могло стать торговой маркой.

## Описание
Внешний вид мяча был разработан командой инноваций фирмы Adidas и корпорацией Molten, а производством мячей +Teamgeist занялась собственно компания Adidas, производящая мячи для чемпионатов мира с 1970 года. Adidas Teamgeist отличается от своих предшественников (начиная с Adidas Telstar) тем, что состоит не из 32 панелей, а всего из 14 (соответственно, он напоминает по форме усечённый октаэдр, а не традиционный усечённый икосаэдр). Все панели, как и в мяче Adidas Roteiro, спаяны, а не сшиты. Мяч считается более управляемым в полёте и водонепроницаемым, поэтому в дождливую погоду не становится тяжелее.
Количество точек соединения трёх панелей в новом мяче сократилось на 60% (с 60 до 24), общая длина соединительных линий сократилась на 15% (с 400,5 см до 339,3 см). Используя технологию термосклейки, компания Adidas впервые создала мяч по этой технологии для чемпионата мира. Испытания мяча проводились в лаборатории немецкого города Шайнфельд и в университете Лафборо. В мяч также планировали включить электронную систему слежения, однако этот эксперимент не вышел за рамки чемпионата мира 2005 года среди юношей до 17 лет, прошедшего в Перу.

## Использование на чемпионатах мира

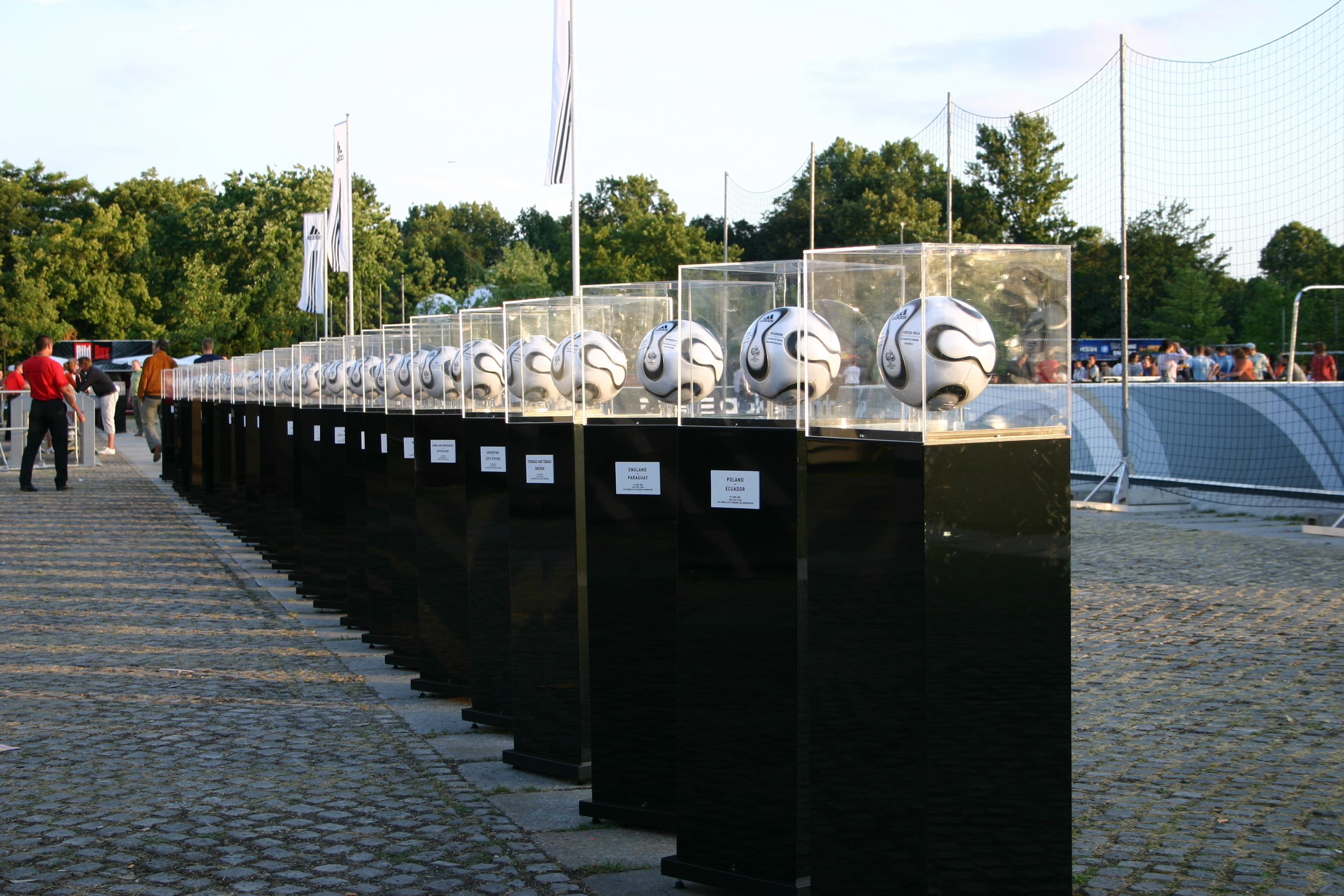
Выставка мячей Teamgeist в Берлине

Каждой из 32 сборных, прошедших квалификацию к чемпионату мира, организаторы предоставили 40 подобных мячей для тренировок. В матчах же использовались особые мячи, на которых наносилась информация о стадионе, участниках матча, дате и времени встречи. К финалу чемпионата мира был подготовлен специальный образец под названием Adidas Teamgeist Berlin, детали которого были раскрашены в золотой, белый и чёрный цвета. У сборных Франции и Италии было по 20 подобных мячей на тренировках перед финальным матчем.

## Технические характеристики
|                            | Стандарт ФИФА                | Характеристики Adidas Teamgeist |
| -------------------------- | ---------------------------- | ------------------------------- |
| Длина окружности           | 68,5 – 69,5 см               | 69,0 – 69,25 см                 |
| Диаметр                    | Разница не более 1,5%        | Разница не более 1,0%           |
| Поглощение воды            | Увеличение веса не более 10% | Увеличение веса не более 0,1%   |
| Масса                      | 420 - 445 г                  | 441 - 444 г                     |
| Сохранение формы и размера | 2000 циклов при 50 км/ч      | 3500 циклов при 50 км/ч         |
| Испытания на рикошет       | Не более 10 см               | Не более 2 см                   |
| Потеря давления            | Не более 20%                 | Не более 11%                    |

## Критика
Игроки, которые заключили спонсорские контракты с Adidas (среди них были швейцарец Йохан Фогель и Дэвид Бекхэм), высоко оценили новый мяч, однако другие мировые игроки раскритиковали Teamgeist. В частности, о нём отрицательно высказались бразилец Роберто Карлос и англичанин Пол Робинсон, которым мяч казался слишком лёгким, а в дождливую погоду намокал и менял свою траекторию полёта. В связи с меньшим числом точек соединения сопротивление воздуха уменьшалось, и тем самым полёт становился непредсказуемым. Сделанный по похожей технологии мяч Wawa Aba для Кубка африканских наций 2006 года также подвергся критике со стороны египтянина Хосни абд-Рабо, который сказал, что с этим мячом просто невозможно делать нормальный пас.

## Вариант

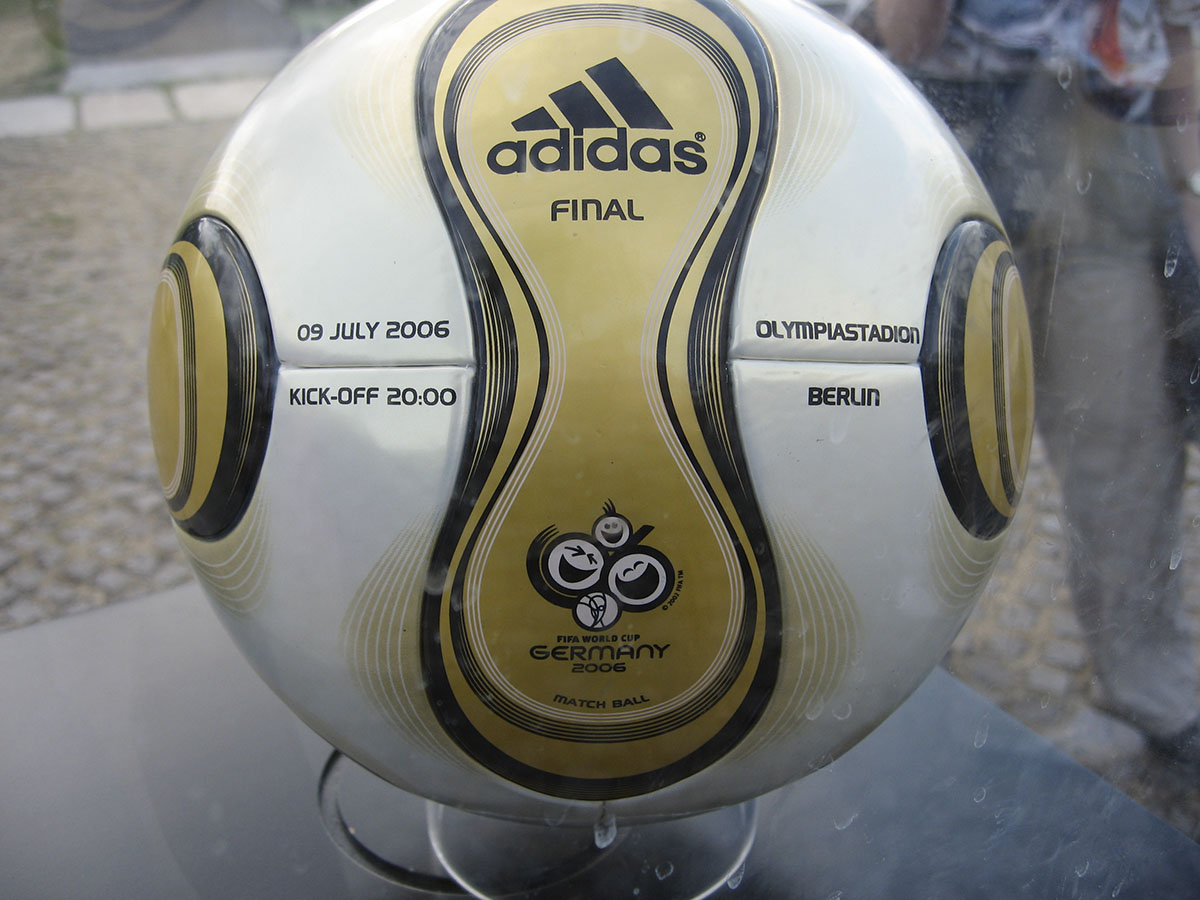
Adidas Teamgeist Berlin, использовавшийся на финальном матче

В 2007 году Adidas представил новый мяч Adidas Teamgeist 2 на клубном чемпионате мира в Японии. Помимо этого, были выпущены следующие варианты мячей:
| Год  | Вариант                   | Турнир                                                 |
| ---- | ------------------------- | ------------------------------------------------------ |
| 2006 | Teamgeist                 | Чемпионат мира 2006                                    |
| 2006 | Teamgeist Berlin          | Финал чемпионата мира 2006                             |
|      | Teamgeist Blue            |                                                        |
|      | Teamgeist Red             | Клубный чемпионат мира ФИФА 2006                       |
| 2006 | Teamgeist RFEF            | Кубок Испании по футболу 2006/2007                     |
| 2007 | Teamgeist Blue 2007 China | Чемпионат мира по футболу среди женщин 2007            |
| 2007 | Teamgeist Red 2007 Canada | Чемпионат мира по футболу среди молодёжных команд 2007 |

В дальнейшем на основе Teamgeist были созданы Adidas Teamgeist 2 Magnus Moenia, использованный на Олимпиаде в Пекине, и Adidas Europass, официальный мяч чемпионата Европы 2008.